# Klubi Sportiv Flamurtari Vlorë 2012-2013

## Rosa
| N. |                               | Ruolo | Calciatore             |
| -- | ----------------------------- | ----- | ---------------------- |
| 1  | Albania (bandiera)            | P     | Klodian Xhelilaj       |
| 2  | Albania (bandiera)            | C     | Klaus Borakaj          |
| 3  | Albania (bandiera)            | D     | Gledi Mici             |
| 4  | Croazia (bandiera)            | C     | Toni Pezo              |
| 5  | Albania (bandiera)            | D     | Andi Hasani            |
| 6  | Albania (bandiera)            | D     | Alvaro Bishaj          |
| 7  | Montenegro (bandiera)         | C     | Petar Vukčević         |
| 8  | Croazia (bandiera)            | C     | Davor Bratić           |
| 9  | Argentina (bandiera)          | C     | Alfredo Rafael Sosa    |
| 10 | Macedonia del Nord (bandiera) | C     | Nijas Lena             |
| 11 | Albania (bandiera)            | D     | Franc Veliu (capitano) |
| 12 | Albania (bandiera)            | P     | Gentjan Kellçiu        |
| 13 | Albania (bandiera)            | D     | Lorenco Metaj          |
| 14 | Albania (bandiera)            | C     | Gjergj Muzaka          |
| 15 | Albania (bandiera)            | A     | Brunild Pepa           |
| 16 | Albania (bandiera)            | D     | Polizoi Arbëri         |

| N. |                               | Ruolo | Calciatore       |
| -- | ----------------------------- | ----- | ---------------- |
| 17 | Albania (bandiera)            | C     | Bruno Telushi    |
| 18 | Montenegro (bandiera)         | D     | Blažo Rajović    |
| 19 | Albania (bandiera)            | C     | Lejdi Liçaj      |
| 20 | Albania (bandiera)            | C     | Taulant Kuqi     |
| 21 | Albania (bandiera)            | A     | Onils Idrizaj    |
| 22 | Macedonia del Nord (bandiera) | D     | Vlade Lazarevski |
| 23 | Albania (bandiera)            | D     | Aleksander Brozi |
| 24 | Albania (bandiera)            | A     | Rofrenc Nelaj    |
| 25 | Albania (bandiera)            | A     | Migen Memelli    |
| 26 | Albania (bandiera)            | A     | Edison Plepi     |
| 27 | Albania (bandiera)            | C     | Dejvi Bregu      |
| 88 | Albania (bandiera)            | C     | Hair Zeqiri      |
| 89 | Albania (bandiera)            | P     | Enea Koliçi      |
| 90 | Albania (bandiera)            | P     | Migen Leka       |
| 99 | Albania (bandiera)            | A     | Ardit Hoxhaj     |